# Rivière Dumoine
Der Rivière Dumoine (englisch Dumoine River) ist ein ca. 150 km langer linker Nebenfluss des Ottawa River im Westen von Québec in Kanada.

## Flusslauf
Der Rivière Dumoine hat seinen Ursprung in dem kleinen 331 m hoch gelegenen See Lac Machin nahe dem Réserve faunique La Vérendrye. Der Fluss fließt fast ausschließlich nach Süden durch den Kanadischen Schild, bevor er westlich von Rapides-des-Joachims in den Ottawa River mündet. Der Rivière Dumoine entwässert ein Einzugsgebiet von 5380 km².
Der Rivière Dumoine ist bekannt als Wildwasserfluss, der sich zum Kanufahren und Angeln eignet.

Das Gebiet um den Fluss ist noch ziemlich ursprünglich.
Es gibt einige wenige Forstwirtschaftswege, die den Fluss queren. Außerdem liegen zwischen Kilometer 20 und 30 mehrere Cottages.
Der Fluss bildet zusammen mit den Nachbarflüssen Rivière Noire und Rivière Coulonge eine Gruppierung von Wildwasserflüssen im Einzugsgebiet des Ottawa River.
Der Name des Flusses leitet sich von der französischen Familie Le Moynes ab.
Fast über seine gesamte Länge bildet der Rivière Dumoine die Grenze zwischen den beiden regionalen Grafschaftsgemeinden Pontiac und Témiscamingue.

## Geschichte
Die Algonquin nannten den Rivière Dumoine Cakawitopikak Sipi und Ekonakwasi Sipi, was „Erlenfluss“ bedeutet und sich wahrscheinlich von den Fluss säumenden Erlen ableitet.
Eine Landkarte aus dem Jahr 1755 von Jacques-Nicolas Bellin verwendet den Namen Acounagousin.
Am 14. Mai 2008 gab das Ministère du Développement Durable, de l'Environnement et des Parcs
bekannt, dass 1.445 km² des Einzugsgebiets des Rivière Dumoine vorläufig unter Schutz gestellt werden.
Keine industriellen Aktivitäten sind in diesem vorläufigen Schutzgebiet erlaubt, welches fast ein Drittel des Einzugsgebiets sowie die gesamte Fließlänge des Flusses umfasst.

## Paddeln auf dem Rivière Dumoine
Das Paddeln auf dem Rivière Dumoine ist erlebnisreich und belohnt mit einer Vielzahl von befahrbaren Stromschnellen sowie seiner starken Strömung.
Kanu-Touren beginnen üblicherweise bei Lac Dumoine (100 km, etwa 5–7 Tage), Lac Laforge (75 km, 4 Tage) oder Lac Benoit (60 km, etwa 3–4 Tage). Die Ausgangspunkte sind per Wasserflugzeug oder auf Forstwirtschaftswegen erreichbar.
Die Stromschnellen variieren zwischen einfachen bis zu nicht befahrbaren Wasserfällen.
Beginnend von Lac Dumoine sind folgende Stromschnellen nennenswert:
- km 64, "Fish Portage" (auch "Triple Play") – 3 Gruppen von Wasserfällen (Class 1 und 2)
- km 58, "Canoe Eater" – ein interessanter technischer Class 2 boulder run
- km 55, "Log Jam"
- km 54, "Little Steel"
- km 44, "Big Steel" – Class 3 bis 2
- km 23, "Grande Chute" – eindrucksvoller Wasserfall (nicht mit Kanu befahrbar), gefolgt von einer Class 1-Stromschnelle
- km 17, "Red Pine" – eine Serie von Stromschnellen von Class 1 bis 3
- km 13, "Examination"

Der Abschnitt zwischen Lac Benoit und Little Steel Falls (Kilometer 60-50) ist besonders empfehlenswert, da sich hier mehrere Class 2-3-Stromschnellen befinden, wie sie typisch sind für Flüsse, die den Kanadischen Schild überwinden.